# Liste der Lieder von Status Quo
Dies ist eine Liste der Lieder der aus London stammenden Rock-Band Status Quo. Sie enthält alle regulären Studioaufnahmen. Die mit einem * gekennzeichneten Titel sind in Deutschland extrem rar und daher sehr schwer zu bekommen.
| Titel                                           | Jahr | Album                                                                    | Autor(en)                                                                                 | Besonderheiten                                                                     |
| ----------------------------------------------- | ---- | ------------------------------------------------------------------------ | ----------------------------------------------------------------------------------------- | ---------------------------------------------------------------------------------- |
| 1000 Years                                      | 1989 | Perfect Remedy                                                           | Francis Rossi, Bernie Frost                                                               |                                                                                    |
| A B Blues Instrumental                          | 1980 | Just Supposin’                                                           | Francis Rossi, Rick Parfitt, Alan Lancaster, John Coghlan, Andy Bown                      |                                                                                    |
| A Mess of Blues                                 | 1983 | Back to Back                                                             | Doc Pomus, Mort Shuman (Elvis Presley 1960)                                               | Single A-Seite, auch Mess of Blues                                                 |
| A Reason for Living                             | 1973 | Hello!                                                                   | Francis Rossi, Rick Parfitt                                                               | auch Reason for Living                                                             |
| A Reason for Living Version 2014                | 2014 | Aquostic - Stripped Bare                                                 | Francis Rossi, Rick Parfitt                                                               |                                                                                    |
| A Year                                          | 1972 | Piledriver                                                               | Alan Lancaster, Bernie Frost                                                              |                                                                                    |
| Accident Prone                                  | 1978 | If You Can’t Stand the Heat ...                                          | Pip Williams, Peter Hutchins                                                              | Single A-Seite                                                                     |
| Accident Prone Single Edit                      | 2016 | If You Can't Stand The Heat [Deluxe Edition]                             | Pip Williams, Peter Hutchins                                                              |                                                                                    |
| Address Book                                    | 1989 | Perfect Remedy                                                           | Francis Rossi, Bernie Frost                                                               |                                                                                    |
| Again and Again                                 | 1978 | If You Can’t Stand the Heat ...                                          | Rick Parfitt, Andy Bown, Jackie Lynton                                                    | Single A-Seite                                                                     |
| Again and Again Version 2014                    | 2014 | Aquostic - Stripped Bare                                                 | Rick Parfitt, Andy Bown, Jackie Lynton                                                    |                                                                                    |
| Again and Again Live 2015                       | 2015 | Aquostic - Live @ The Roundhouse                                         | Rick Parfitt, Andy Bown, Jackie Lynton                                                    |                                                                                    |
| Again and Again Demo                            | 2016 | If You Can't Stand The Heat [Deluxe Edition]                             | Rick Parfitt, Andy Bown, Jackie Lynton                                                    |                                                                                    |
| Again and Again Live 2018                       | 2018 | Down Down & Dignified At The Royal Albert Hall                           | Rick Parfitt, Andy Bown, Jackie Lynton                                                    |                                                                                    |
| Ain’t Complaining                               | 1988 | Ain’t Complaining                                                        | Rick Parfitt, Pip Williams                                                                | Single A-Seite                                                                     |
| All Around My Hat                               | 1996 | Don’t Stop                                                               | Francis Rossi, Rick Parfitt, Andy Bown, John Edwards, Jeff Rich                           | Single A-Seite, & Maddy Prior                                                      |
| All Day (And All of the Night)                  | 2003 | Riffs                                                                    | Ray Davies (The Kinks 1964)                                                               |                                                                                    |
| All Stand Up (for the NFL Europe) *             | 2003 | This & That                                                              | Francis Rossi, Bob Young, Ian Green (= D-Mac)                                             | & D-Mac                                                                            |
| All Stand Up (Never Say Never)                  | 2002 | Heavy Traffic                                                            | Francis Rossi, Bob Young                                                                  | Single A-Seite, auch Never Say Never                                               |
| All That Counts Is Love                         | 2005 | The Party Ain’t Over Yet                                                 | John David                                                                                | Single A-Seite                                                                     |
| All That Money                                  | 2013 | Bula Quo!                                                                | Rick Parfitt, Wayne Morris                                                                |                                                                                    |
| All the Reasons                                 | 1972 | Piledriver                                                               | Rick Parfitt, Alan Lancaster                                                              |                                                                                    |
| All Through the Night                           | 1976 | Rockers Rollin’ – Quo in Time                                            | Francis Rossi, Alan Lancaster                                                             |                                                                                    |
| All We Really Wanna Do (Polly)                  | 1991 | Rock ’til You Drop                                                       | Francis Rossi, Bernie Frost                                                               |                                                                                    |
| Almost But not Quite There                      | 1967 | B-Sides and Rarities                                                     | Francis Rossi, Pat Barlow                                                                 | als Traffic Jam                                                                    |
| Almost But not Quite There BBC Sessions         | 2009 | Picturesque Matchstickable Messages From The Status Quo [Deluxe Edition] | Francis Rossi, Pat Barlow                                                                 |                                                                                    |
| Alright                                         | 2007 | In Search of the Fourth Chord                                            | Rick Parfitt, Wayne Morris                                                                |                                                                                    |
| Analyse Time                                    | 1999 | Twenty Wild Horses CD Single                                             | Francis Rossi, Andy Bown                                                                  |                                                                                    |
| And I Do *                                      | 1994 | Restless CD-Single                                                       | Francis Rossi, Bernie Frost, Tony McAnaney                                                | Limited Edition, Part Two Of A Two Part CD Set                                     |
| And It’s Better Now                             | 1973 | Hello!                                                                   | Francis Rossi, Bob Young                                                                  |                                                                                    |
| And It’s Better Now Version 2014                | 2014 | Aquostic - Stripped Bare                                                 | Francis Rossi, Bob Young                                                                  |                                                                                    |
| And It’s Better Now Live 2015                   | 2015 | Aquostic - Live @ The Roundhouse                                         | Francis Rossi, Bob Young                                                                  |                                                                                    |
| And It’s Better Now Aquostic                    | 2015 | Accept No Substitute! - The Definitive Hits                              | Francis Rossi, Bob Young                                                                  |                                                                                    |
| And It’s Better Now Live 2018                   | 2018 | Down Down & Dignified At The Royal Albert Hall                           | Francis Rossi, Bob Young                                                                  |                                                                                    |
| Another Day                                     | 2002 | Heavy Traffic                                                            | Francis Rossi, Bob Young                                                                  |                                                                                    |
| Another Game in Town                            | 1979 | Rockers Rollin’ – Quo in Time                                            | Francis Rossi, Bernie Frost                                                               | veröffentlicht 11.2001, auch No Time Left to Cry                                   |
| Another Shipwreck                               | 1988 | Ain’t Complaining                                                        | Andy Bown                                                                                 |                                                                                    |
| Antique Angelique                               | 1969 | Spare Parts                                                              | Alan Lancaster, Bob Young                                                                 | auch Antique Angelica                                                              |
| Any Way You Like It                             | 2011 | Quid Pro Quo                                                             | Andy Bown, Alan Crook, John Edwards                                                       |                                                                                    |
| (April) Spring, Summer and Wednesdays           | 1970 | Ma Kelly’s Greasy Spoon                                                  | Francis Rossi, Bob Young                                                                  |                                                                                    |
| (April) Spring, Summer and Wednesdays Live 2013 | 2013 | Back2SQ.1 - The Frantic Four Reunion 2013 - Live At Hammersmith Apollo   | Francis Rossi, Bob Young                                                                  |                                                                                    |
| (April) Spring, Summer and Wednesdays Live 2014 | 2014 | The Frantic Four's Final Fling - Live At Dublin O² Arena                 | Francis Rossi, Bob Young                                                                  |                                                                                    |
| Are You Growing Tired of My Love                | 1969 | Spare Parts                                                              | Anthony King                                                                              | Single A-Seite                                                                     |
| Auntie Nellie                                   | 1969 | Picturesque Matchstickable Messages from the Status Quo                  | Alan Lancaster                                                                            | Single A-Seite, als The Status Quo                                                 |
| Baby Boy                                        | 1977 | Rockin’ All Over the World                                               | Francis Rossi, Bob Young                                                                  |                                                                                    |
| Baby Boy John Eden Remix                        | 2015 | Rockin' All Over The World [Deluxe Edition]                              | Francis Rossi, Bob Young                                                                  |                                                                                    |
| Baby Boy 1st Demo                               | 1976 | Rockin' All Over The World [Deluxe Edition]                              | Francis Rossi, Bob Young                                                                  |                                                                                    |
| Back on My Feet                                 | 1994 | Thirsty Work                                                             | Francis Rossi, Bernie Frost                                                               |                                                                                    |
| Backbone                                        | 2019 | Backbone                                                                 | Francis Rossi, John Edwards                                                               |                                                                                    |
| Backbone Out Out Quoin' Mix                     | 2022 | Quo'ing In - The Best Of The Noughties                                   | Francis Rossi, John Edwards                                                               |                                                                                    |
| Backing Off                                     | 2019 | Backbone                                                                 | Francis Rossi, Andy Bown                                                                  |                                                                                    |
| Backwater                                       | 1974 | Quo                                                                      | Rick Parfitt, Alan Lancaster                                                              |                                                                                    |
| Backwater Live 1975 Paris                       | 1975 | Quo [Deluxe Edition]                                                     | Rick Parfitt, Alan Lancaster                                                              |                                                                                    |
| Backwater Live 1975 Mainz                       | 1975 | On The Level [Deluxe Edition]                                            | Rick Parfitt, Alan Lancaster                                                              |                                                                                    |
| Backwater Live 1977                             | 1977 | Live                                                                     | Rick Parfitt, Alan Lancaster                                                              |                                                                                    |
| Backwater Live 1981 St Austell, Cornwall        | 1981 | Never Too Late [Deluxe Edition]                                          | Rick Parfitt, Alan Lancaster                                                              |                                                                                    |
| Backwater Live 1982                             | 1982 | Live At The N.E.C.                                                       | Rick Parfitt, Alan Lancaster                                                              |                                                                                    |
| Backwater Live 2013                             | 2013 | Back2SQ.1 - The Frantic Four Reunion 2013 - Live At Hammersmith Apollo   | Rick Parfitt, Alan Lancaster                                                              |                                                                                    |
| Backwater Live 2014                             | 2014 | The Frantic Four's Final Fling - Live At Dublin O² Arena                 | Rick Parfitt, Alan Lancaster                                                              |                                                                                    |
| Backwater Live 2015 Frantic Four                | 2015 | Accept No Substitute! - The Definitive Hits                              | Rick Parfitt, Alan Lancaster                                                              |                                                                                    |
| Backwater Live 2015                             | 2015 | Quo [Deluxe Edition]                                                     | Rick Parfitt, Alan Lancaster                                                              |                                                                                    |
| Backwater Version 2016                          | 2016 | Aquostic II - That's A Fact!                                             | Rick Parfitt, Alan Lancaster                                                              |                                                                                    |
| Bad Company                                     | 1979 | Rockers Rollin’ – Quo in Time                                            | Pip Williams, Peter Hutchins                                                              | veröffentlicht 11.2001                                                             |
| Bad Company Demo                                | 2016 | Whatever You Want [Deluxe Edition]                                       | Pip Williams, Peter Hutchins                                                              |                                                                                    |
| Bad News                                        | 2007 | In Search of the Fourth Chord                                            | John Edwards                                                                              |                                                                                    |
| Batman Theme * Live 1990                        | 1990 |                                                                          | Neal Hefti                                                                                |                                                                                    |
| Beautiful                                       | 1994 | Thirsty Work                                                             | Francis Rossi, Andy Bown                                                                  |                                                                                    |
| Beginning of the End                            | 2007 | In Search of the Fourth Chord                                            | Francis Rossi, John Edwards                                                               | Single A-Seite                                                                     |
| Beginning of the End Live 2008 Oxford           | 2008 | It's Christmas Time [Numbered] 7" Picture Single                         | Francis Rossi, John Edwards                                                               |                                                                                    |
| Beginning of the End Live 2010                  | 2010 | Quid pro quo [Limited Edition]                                           | Francis Rossi, John Edwards                                                               |                                                                                    |
| Beginning of the End Live 2010                  | 2010 | Bula Quo! - It Started With Guitars... And Ended With Guns!              | Francis Rossi, John Edwards                                                               |                                                                                    |
| Beginning of the End Live 2016                  | 2016 | The Last Night Of The Electrics                                          | Francis Rossi, John Edwards                                                               |                                                                                    |
| Beginning of the End Live 2018                  | 2018 | Down Down & Dirty At Wacken                                              | Francis Rossi, John Edwards                                                               |                                                                                    |
| Beginning of the End Live 2023                  | 2023 | Official Archive Series Vol. 1 - Live In Amsterdam                       | Francis Rossi, John Edwards                                                               |                                                                                    |
| Beginning of the End Live 2023                  | 2023 | Official Archive Series Vol. 2 - Venue O2 Arena, London, UK              | Francis Rossi, John Edwards                                                               |                                                                                    |
| Belavista Man                                   | 2005 | The Party Ain’t Over Yet                                                 | Rick Parfitt, John Edwards                                                                | auch Bellavista Man                                                                |
| Belavista Man Version 2016                      | 2016 | Aquostic II - That's A Fact!                                             | Rick Parfitt, John Edwards                                                                |                                                                                    |
| Better Take Care                                | 2019 | Backbone                                                                 | John David                                                                                |                                                                                    |
| Better Than That                                | 2011 | Quid Pro Quo                                                             | Francis Rossi, Bob Young                                                                  | Single A-Seite                                                                     |
| Better Times                                    | 1991 | Rockers Rollin’ – Quo in Time                                            | Francis Rossi, Bernie Frost                                                               | veröffentlicht 11. 2001                                                            |
| Big Fat Mama                                    | 1972 | Piledriver                                                               | Francis Rossi, Rick Parfitt                                                               |                                                                                    |
| Big Fat Mama Live 1975                          | 1975 | Quo [Deluxe Edition]                                                     | Francis Rossi, Rick Parfitt                                                               | veröffentlicht 04.12. 2015                                                         |
| Big Fat Mama Live 1977                          | 1977 | Live                                                                     | Francis Rossi, Rick Parfitt                                                               |                                                                                    |
| Big Fat Mama Live 1981 St Austell, Cornwall     | 1981 | Never Too Late [Deluxe Edition]                                          | Francis Rossi, Rick Parfitt                                                               | veröffentlicht 26.05.2017                                                          |
| Big Fat Mama Live 1982                          | 1982 | Live At The N.E.C.                                                       | Francis Rossi, Rick Parfitt                                                               |                                                                                    |
| Big Fat Mama Live 2013                          | 2013 | Back2SQ.1 - The Frantic Four Reunion 2013 - Live At Hammersmith Apollo   | Francis Rossi, Rick Parfitt                                                               |                                                                                    |
| Big Fat Mama Live 2014                          | 2014 | The Frantic Four's Final Fling - Live At Dublin O² Arena                 | Francis Rossi, Rick Parfitt                                                               |                                                                                    |
| Big Man                                         | 1982 | 1+9+8+2                                                                  | Alan Lancaster, Mick Green                                                                |                                                                                    |
| Bird Dog                                        | 1966 | Live at the BBC                                                          | Don Everly, Phil Everly                                                                   | Live 1966, Off Air Recordings, als The Spectres                                    |
| Black Veils of Melancholy                       | 1968 | Picturesque Matchstickable Messages from the Status Quo                  | Francis Rossi                                                                             | Single A-Seite, als The Status Quo                                                 |
| Black Veils of Melancholy BBC Sessions          | 1968 | Picturesque Matchstickable Messages From The Status Quo [Deluxe Edition] | Francis Rossi                                                                             | veröffentlicht 01.06.2009                                                          |
| Black Veils of Melancholy Live 2010             | 2010 | On Air - Live At The BBC                                                 | Francis Rossi                                                                             |                                                                                    |
| Blessed Are the Meek                            | 1999 | Under the Influence                                                      | Francis Rossi, Bernie Frost                                                               |                                                                                    |
| Blondes Don’t Lie *                             | 1989 |                                                                          | Rick Parfitt, Pip Williams                                                                | unreleased, Bootleg 2002                                                           |
| Bloodhound BBC Sessions                         | 1966 | Picturesque Matchstickable Messages From The Status Quo [Deluxe Edition] | Larry Bright (Downliners Sect 1964)                                                       |                                                                                    |
| Bloodhound Live 1966                            | 1966 | Picturesque Matchstickable Messages from the Status Quo                  | Larry Bright (Downliners Sect 1964)                                                       | auch Blood Hound                                                                   |
| Blue Eyed Lady                                  | 1973 | Hello!                                                                   | Rick Parfitt, Alan Lancaster                                                              |                                                                                    |
| Blue Eyed Lady Live 2013                        | 2013 | Back2SQ.1 - The Frantic Four Reunion 2013 - Live At Hammersmith Apollo   | Rick Parfitt, Alan Lancaster                                                              |                                                                                    |
| Blue Eyed Lady Live 2014                        | 2014 | The Frantic Four's Final Fling - Live At Dublin O² Arena                 | Rick Parfitt, Alan Lancaster                                                              |                                                                                    |
| Blue Eyed Lady Live 2015 Frantic Four           | 2015 | Accept No Substitute! - The Definitive Hits                              | Rick Parfitt, Alan Lancaster                                                              |                                                                                    |
| Blue Eyes *                                     | 1986 |                                                                          |                                                                                           | The Milton Keynes Medley                                                           |
| Blue for You                                    | 1976 | Blue for You                                                             | Alan Lancaster                                                                            |                                                                                    |
| Blues & Rhythm                                  | 2002 | Heavy Traffic                                                            | Francis Rossi, Andy Bown                                                                  |                                                                                    |
| Born to Be Wild                                 | 2003 | Riffs                                                                    | Mars Bonfire (Steppenwolf 1968)                                                           |                                                                                    |
| Break the Rules                                 | 1974 | Quo                                                                      | Francis Rossi, Rick Parfitt, Alan Lancaster, John Coghlan, Bob Young                      | Single A-Seite                                                                     |
| Break the Rules Version 2014                    | 2014 | Aquostic - Stripped Bare                                                 | Francis Rossi, Rick Parfitt, Alan Lancaster, John Coghlan, Bob Young                      |                                                                                    |
| Break the Rules Live 2015                       | 2015 | Aquostic - Live @ The Roundhouse                                         | Francis Rossi, Rick Parfitt, Alan Lancaster, John Coghlan, Bob Young                      |                                                                                    |
| Break the Rules Live 2018                       | 2018 | Down Down & Dignified At The Royal Albert Hall                           | Francis Rossi, Rick Parfitt, Alan Lancaster, John Coghlan, Bob Young                      |                                                                                    |
| Break the Rules Live 2022                       | 2022 | Riffs                                                                    | Francis Rossi, Rick Parfitt, Alan Lancaster, John Coghlan, Bob Young                      |                                                                                    |
| Breaking Away                                   | 1979 | Whatever You Want                                                        | Francis Rossi, Rick Parfitt, Andy Bown                                                    | auch Wolf Manure                                                                   |
| Breaking Away Riva US Remix                     | 2016 | Whatever You Want [Deluxe Edition]                                       | Francis Rossi, Rick Parfitt, Andy Bown                                                    |                                                                                    |
| Bring It On Home (To Me)                        | 1991 | Rock ’til You Drop                                                       | Sam Cooke 1962                                                                            |                                                                                    |
| Broken Man                                      | 1975 | On the Level                                                             | Alan Lancaster                                                                            |                                                                                    |
| Bula Bula Quo (Kua Ni Lega)                     | 2013 | Bula Quo!                                                                | Francis Rossi, Bob Young                                                                  | Single A-Seite                                                                     |
| Burning Bridges                                 | 1988 | Ain’t Complaining                                                        | Francis Rossi, Andy Bown                                                                  | Single A-Seite                                                                     |
| Burning Bridges Live 1992                       | 1992 | Live Alive Quo                                                           | Francis Rossi, Andy Bown                                                                  |                                                                                    |
| Burning Bridges Live 2010                       | 2010 | On Air - Live At The BBC                                                 | Francis Rossi, Andy Bown                                                                  |                                                                                    |
| Burning Bridges Version 2014                    | 2014 | Aquostic - Stripped Bare                                                 | Francis Rossi, Andy Bown                                                                  |                                                                                    |
| Burning Bridges Live 2015                       | 2015 | Aquostic - Live @ The Roundhouse                                         | Francis Rossi, Andy Bown                                                                  |                                                                                    |
| Burning Bridges Live 2016                       | 2016 | The Last Night Of The Electrics                                          | Francis Rossi, Andy Bown                                                                  |                                                                                    |
| Burning Bridges Live 2018                       | 2018 | Down Down & Dignified At The Royal Albert Hall                           | Francis Rossi, Andy Bown                                                                  |                                                                                    |
| Burning Bridges Live 2023                       | 2023 | Official Archive Series Vol. 2 - Venue O2 Arena, London, UK              | Francis Rossi, Andy Bown                                                                  |                                                                                    |
| Bye Bye Johnny                                  | 1973 | On the Level                                                             | Chuck Berry 1960                                                                          |                                                                                    |
| Bye Bye Johnny Live 1972                        | 1972 | Piledriver [Deluxe Edition]                                              | Chuck Berry 1960                                                                          |                                                                                    |
| Bye Bye Johnny Live 1975 Mainz                  | 1975 | On The Level [Deluxe Edition]                                            | Chuck Berry 1960                                                                          |                                                                                    |
| Bye Bye Johnny Live 1975 Paris                  | 1975 | Quo [Deluxe Edition]                                                     | Chuck Berry 1960                                                                          |                                                                                    |
| Bye Bye Johnny Live 1976 Osaka, Japan           | 1976 | Blue For You [Deluxe Edition]                                            | Chuck Berry 1960                                                                          |                                                                                    |
| Bye Bye Johnny Live 1977                        | 1977 | Live                                                                     | Chuck Berry 1960                                                                          |                                                                                    |
| Bye Bye Johnny Live 1981                        | 1981 | Never Too Late [Deluxe Edition]                                          | Chuck Berry 1960                                                                          |                                                                                    |
| Bye Bye Johnny Live 1982                        | 1982 | Live At The N.E.C.                                                       | Chuck Berry 1960                                                                          |                                                                                    |
| Bye Bye Johnny Live 2010                        | 2010 | On Air - Live At The BBC                                                 | Chuck Berry 1960                                                                          |                                                                                    |
| Bye Bye Johnny Live 2013                        | 2013 | Back2SQ.1 - The Frantic Four Reunion 2013 - Live At Hammersmith Apollo   | Chuck Berry 1960                                                                          |                                                                                    |
| Bye Bye Johnny Live 2014                        | 2014 | The Frantic Four's Final Fling - Live At Dublin O² Arena                 | Chuck Berry 1960                                                                          |                                                                                    |
| Cadillac Ranch                                  | 1984 | Rockers Rollin’ – Quo in Time                                            | Bruce Springsteen 1980                                                                    | veröffentlicht 11.2001                                                             |
| Calling                                         | 1986 | In the Army Now                                                          | Francis Rossi, Bernie Frost                                                               |                                                                                    |
| Calling the Shots                               | 1982 | Rockers Rollin’ – Quo in Time                                            | Andy Bown                                                                                 |                                                                                    |
| Can’t Be Done                                   | 1983 | Back to Back                                                             | Francis Rossi, Bernie Frost                                                               |                                                                                    |
| Can’t Be Done Version 1991                      | 1991 | Rock 'Til You Drop                                                       | Francis Rossi, Bernie Frost                                                               |                                                                                    |
| Can’t Be Done John Eden Remix                   | 2015 | Rockin' All Over The World [Deluxe Edition]                              | Francis Rossi, Bernie Frost                                                               |                                                                                    |
| Can’t Give You More                             | 1977 | Rockin’ All Over the World                                               | Francis Rossi, Bob Young                                                                  | Single A-Seite                                                                     |
| Can’t Give You More Version 1991                | 1991 | Rock 'Til You Drop                                                       | Francis Rossi, Bob Young                                                                  |                                                                                    |
| Can’t Give You More John Eden Remix             | 2015 | Rockin' All Over The World [Deluxe Edition]                              | Francis Rossi, Bob Young                                                                  |                                                                                    |
| Can’t See for Looking                           | 2011 | Quid Pro Quo                                                             | Rick Parfitt, Andy Bown, John Edwards                                                     |                                                                                    |
| Carol                                           | 1981 | Never Too Late                                                           | Chuck Berry 1958                                                                          |                                                                                    |
| Caroline                                        | 1973 | Hello!                                                                   | Francis Rossi, Bob Young                                                                  | Single A-Seite                                                                     |
| Centerfold                                      | 2002 | Riffs                                                                    | Seth Justman (The J. Geils Band 1981)                                                     | auch Centrefold                                                                    |
| Ciao-Ciao                                       | 1994 | Thirsty Work                                                             | Francis Rossi, Andy Bown                                                                  |                                                                                    |
| Claudette                                       | 2000 | Famous in the Last Century                                               | Roy Orbison (The Everly Brothers 1958)                                                    |                                                                                    |
| Claudie                                         | 1973 | Hello!                                                                   | Francis Rossi, Bob Young                                                                  |                                                                                    |
| Come On You Reds (Burning Bridges) *            | 1994 | Pictures – 40 Years of Hits                                              | Andrew Bown, John 'Rhino' Edwards, John Crittenden                                        | & The Manchester United Football Squad, 4 CD-Earbook Version                       |
| Come Rock with Me                               | 1979 | Whatever You Want                                                        | Francis Rossi, Bernie Frost                                                               |                                                                                    |
| Coming and Going                                | 1980 | Just Supposin’                                                           | Rick Parfitt, Bob Young                                                                   |                                                                                    |
| Confidence                                      | 1994 | Thirsty Work                                                             | Andy Bown                                                                                 |                                                                                    |
| Crawling from the Wreckage                      | 2000 | Famous in the Last Century                                               | Graham Parker (Dave Edmunds 1979)                                                         |                                                                                    |
| Cream of the Crop                               | 1988 | Ain’t Complaining                                                        | Francis Rossi, Bernie Frost                                                               |                                                                                    |
| Creepin’ Up on You                              | 2002 | Heavy Traffic                                                            | Rick Parfitt, John 'Rhino' Edwards                                                        |                                                                                    |
| Cross That Bridge                               | 1988 | Ain’t Complaining                                                        | John David                                                                                |                                                                                    |
| Cupid Stupid                                    | 2005 | The Party Ain’t Over Yet                                                 | Francis Rossi, Bob Young                                                                  |                                                                                    |
| Daughter                                        | 1970 | Ma Kelly’s Greasy Spoon                                                  | Alan Lancaster                                                                            |                                                                                    |
| Dead in the Water                               | 1991 | Rockers Rollin’ – Quo in Time                                            | Francis Rossi, Andy Bown                                                                  |                                                                                    |
| Dear John                                       | 1982 | 1+9+8+2                                                                  | John Gustafson, Jackie MacAuley                                                           | Single A-Seite                                                                     |
| Democracy                                       | 1994 | Rockers Rollin’ – Quo in Time                                            | Leonard Cohen 1992                                                                        |                                                                                    |
| Didn’t Have to Lie                              | 1979 | Whatever You Want                                                        | Alan Lancaster                                                                            | auch Who Asked You                                                                 |
| Diggin’ Burt Bacharach                          | 2002 | Heavy Traffic                                                            | Francis Rossi, Bob Young                                                                  |                                                                                    |
| Dirty Water                                     | 1977 | Rockin’ All Over the World                                               | Francis Rossi, Bob Young                                                                  |                                                                                    |
| Do It Again                                     | 2002 | Heavy Traffic                                                            | John Edwards, Andy Bown                                                                   |                                                                                    |
| Do You Live in Fire                             | 1969 | B Sides and Rarities                                                     | Alan Lancaster                                                                            | veröffentlicht 09.1981                                                             |
| Doesn’t Matter                                  | 1982 | 1+9+8+2                                                                  | Francis Rossi, Bernie Frost                                                               |                                                                                    |
| Doing It All for You                            | 1989 | Perfect Remedy                                                           | Rick Parfitt, Pip Williams                                                                |                                                                                    |
| Don’t Bring Me Down *                           | 2003 | Riffs                                                                    | Jeff Lynne (Electric Light Orchestra 1979)                                                |                                                                                    |
| Don’t Cry When You’re All Alone *               | 1966 |                                                                          | Alan Lancaster                                                                            | als The Spectres, Demo                                                             |
| Don’t Drive My Car                              | 1980 | Just Supposin’                                                           | Rick Parfitt, Andy Bown                                                                   | Single A-Seite                                                                     |
| Don’t Give It Up                                | 1986 | In the Army Now                                                          | Richard Lightman, John Edwards, Rick Parfitt, Francis Rossi                               |                                                                                    |
| Don’t Mind If I Do                              | 1988 | Ain’t Complaining                                                        | Francis Rossi, John Edwards                                                               |                                                                                    |
| Don’t Stop                                      | 1996 | Don’t Stop                                                               | Christine McVie (Fleetwood Mac 1977)                                                      | Single A-Seite                                                                     |
| Don’t Stop Me Now                               | 1981 | Never Too Late                                                           | Alan Lancaster, Andy Bown                                                                 |                                                                                    |
| Don’t Think It Matters                          | 1974 | Quo                                                                      | Rick Parfitt, Alan Lancaster                                                              |                                                                                    |
| Don’t Waste My Time                             | 1972 | Piledriver                                                               | Francis Rossi, Bob Young                                                                  |                                                                                    |
| Down Down                                       | 1974 | On the Level                                                             | Francis Rossi, Bob Young                                                                  | Single A-Seite, auch Get Down                                                      |
| Down the Dustpipe                               | 1970 | B Sides and Rarities                                                     | Carl Groszman                                                                             | Single A-Seite                                                                     |
| Down to You                                     | 1994 | Thirsty Work                                                             | Francis Rossi, Andy Bown                                                                  |                                                                                    |
| Dreamin’                                        | 1986 | In the Army Now                                                          | Francis Rossi, Bernie Frost                                                               | Single A-Seite, auch Naughty Girl                                                  |
| Drei weiße Birrrken *                           | 1989 | Lotto Stephan Remmler                                                    | Stephan Remmler                                                                           | Single A-Seite, & Stephan Remmler, auch Drei weiße Birrrken (Du bist meine Heimat) |
| Drifting Away                                   | 1974 | Quo                                                                      | Rick Parfitt, Alan Lancaster                                                              |                                                                                    |
| Driving to Glory *                              | 1999 | Benzin im Blut Soundtrack                                                | Rick Parfitt, John Edwards                                                                |                                                                                    |
| Dust to Gold                                    | 2011 | Quid Pro Quo                                                             | Francis Rossi, Andy Bown, John Edwards                                                    |                                                                                    |
| Ease Your Mind                                  | 1976 | Blue for You                                                             | Alan Lancaster                                                                            |                                                                                    |
| Electric Arena                                  | 2007 | In Search of the Fourth Chord                                            | Francis Rossi, Bob Young                                                                  |                                                                                    |
| Elizabeth Dreams                                | 1968 | Picturesque Matchstickable Messages from the Status Quo                  | Marty Wilde, Ronnie Scott                                                                 | als The Status Quo                                                                 |
| End of the Line                                 | 1986 | In the Army Now                                                          | Rick Parfitt, Ricky Patrick                                                               |                                                                                    |
| Enough is Enough                                | 1981 | Never Too Late                                                           | Francis Rossi, Rick Parfitt, Bernie Frost                                                 |                                                                                    |
| Everything                                      | 1970 | Ma Kelly’s Greasy Spoon                                                  | Francis Rossi, Rick Parfitt                                                               |                                                                                    |
| Everytime I Think of You                        | 1988 | Ain’t Complaining                                                        | John Edwards, Jeff Rich, Mike Paxman                                                      | auch Every Time I Think of You                                                     |
| Face Without a Soul                             | 1969 | Spare Parts                                                              | Francis Rossi, Rick Parfitt                                                               | Single A-Seite                                                                     |
| Fakin’ the Blues                                | 1991 | Rock ’til You Drop                                                       | Francis Rossi, Bernie Frost                                                               | Single A-Seite                                                                     |
| Falling In Falling Out                          | 1981 | Never Too Late                                                           | Rick Parfitt, Andy Bown, Bob Young                                                        |                                                                                    |
| Fame or Money                                   | 1991 | Rock ’til You Drop                                                       | Francis Rossi, Andy Bown                                                                  |                                                                                    |
| Familiar Blues                                  | 2005 | The Party Ain’t Over Yet                                                 | Rick Parfitt, Andy Bown                                                                   |                                                                                    |
| Famous in the Last Century                      | 2000 | Famous in the Last Century                                               | Andy Bown                                                                                 |                                                                                    |
| Fighting with the Pack                          | 1999 | Rockers Rollin’ – Quo in Time                                            | Francis Rossi, Rick Parfitt, Bernie Frost                                                 |                                                                                    |
| Figure of Eight                                 | 2007 | In Search of the Fourth Chord                                            | Andy Bown                                                                                 |                                                                                    |
| Fiji Time                                       | 2013 | Bula Quo!                                                                | John Edwards                                                                              |                                                                                    |
| Fine Fine Fine                                  | 1974 | Quo                                                                      | Francis Rossi, Bob Young                                                                  |                                                                                    |
| For You                                         | 1977 | Rockin’ All Over the World                                               | Rick Parfitt                                                                              |                                                                                    |
| Forty-Five Hundred Times                        | 1973 | Hello!                                                                   | Francis Rossi, Rick Parfitt                                                               | auch 4500 Times, Forty Five Hundred Times                                          |
| From a Jack to a King                           | 1989 | Live at the BBC                                                          | Ned Miller 1957                                                                           | Live 1989/11/30, BBC Steve Wright, auch King of Your Heart                         |
| Frozen Hero                                     | 2011 | Quid Pro Quo                                                             | Francis Rossi, Andy Bown                                                                  |                                                                                    |
| Fun Fun Fun                                     | 1996 | Don’t Stop                                                               | Brian Wilson, Mike Love (The Beach Boys 1964)                                             | Single A-Seite, & The Beach Boys, auch Fun, Fun, Fun                               |
| Gentleman Joe’s Sidewalk Café                   | 1968 | Picturesque Matchstickable Messages from the Status Quo                  | Kenny Young                                                                               | als The Status Quo, auch Gentleman Joe’s Sidewalk Cafe (75¢ minimum)               |
| Gerdundula                                      | 1970 | Dog of Two Head                                                          | Francis Rossi, Bob Young                                                                  |                                                                                    |
| Get Back                                        | 1996 | Don’t Stop                                                               | John Lennon, Paul McCartney (The Beatles 1969)                                            |                                                                                    |
| Get Out and Walk                                | 1982 | 1+9+8+2                                                                  | Rick Parfitt, Andy Bown                                                                   |                                                                                    |
| Get Out of Denver                               | 1996 | Don’t Stop                                                               | Bob Seger 1974                                                                            |                                                                                    |
| Getting Better                                  | 1976 | Rockin’ All Over the World                                               | John Lennon, Paul McCartney (The Beatles 1967)                                            | auch It’s Getting Better                                                           |
| Gloria                                          | 1966 | Picturesque Matchstickable Messages from the Status Quo                  | Van Morrison (Them 1964)                                                                  | Live 1966/9/10, BBC Sessions – Playhouse Theatre, als The Spectres                 |
| GoGoGo                                          | 2013 | Bula Quo!                                                                | Rick Parfitt, Wayne Morris                                                                |                                                                                    |
| Goin’ Nowhere                                   | 1994 | Thirsty Work                                                             | Francis Rossi, Bernie Frost, Tony McAnaney                                                |                                                                                    |
| Going Down for the First Time                   | 1989 | Perfect Remedy                                                           | Andy Bown, John Edwards                                                                   |                                                                                    |
| Going Down Town Tonight                         | 1983 | Back to Back                                                             | Guy Johnson                                                                               | Single A-Seite                                                                     |
| Gone Thru the Slips                             | 1989 | Perfect Remedy                                                           | Andy Bown                                                                                 |                                                                                    |
| Gonna Teach You to Love Me                      | 1978 | If You Can’t Stand the Heat ...                                          | Alan Lancaster, Michael Green                                                             |                                                                                    |
| Good Golly Miss Molly                           | 2000 | Famous in the Last Century                                               | Robert Blackwell, John Marascalco (The Valiants 1957)                                     |                                                                                    |
| Good Sign                                       | 1991 | Rock ’til You Drop                                                       | Rick Parfitt, Pip Williams                                                                |                                                                                    |
| Good Thinking (Batman)                          | 1971 | B Sides and Rarities                                                     | Francis Rossi, Rick Parfitt, Alan Lancaster, John Coghlan, Bob Young                      | auch Good Thinking                                                                 |
| Goodbye Baby                                    | 2005 | The Party Ain’t Over Yet                                                 | Francis Rossi, Bob Young                                                                  | auch Baby Goodbye                                                                  |
| Gotta Get Up and Go                             | 2005 | The Party Ain’t Over Yet                                                 | Francis Rossi, Bob Young                                                                  |                                                                                    |
| Gotta Go Home                                   | 1970 | Ma Kelly’s Greasy Spoon                                                  | Alan Lancaster                                                                            |                                                                                    |
| Gravy Train                                     | 2007 | In Search of the Fourth Chord                                            | John Edwards                                                                              |                                                                                    |
| Great Balls of Fire                             | 1990 | Perfect Remedy                                                           | Jack Hammer, Otis Blackwell (Jerry Lee Lewis and His Pumping Piano 1957)                  | The Anniversary Waltz Part 1 & 2                                                   |
| Green                                           | 2002 | Heavy Traffic                                                            | Andy Bown                                                                                 |                                                                                    |
| Green Tambourine                                | 1968 | Picturesque Matchstickable Messages from the Status Quo                  | Paul Leka, Shelley Pinz (The Lemon Pipers 1967)                                           | als The Status Quo                                                                 |
| Halloween                                       | 1988 | Rockers Rollin’ – Quo in Time                                            | Rick Parfitt, Pip Williams, Francis Rossi                                                 |                                                                                    |
| Hard Ride                                       | 1979 | Whatever You Want                                                        | Alan Lancaster, Mick Green                                                                |                                                                                    |
| Hard Time                                       | 1977 | Rockin’ All Over the World                                               | Francis Rossi, Rick Parfitt                                                               |                                                                                    |
| Heart on Hold                                   | 1989 | Perfect Remedy                                                           | Andrew Steven Bown, Phil Palmer                                                           |                                                                                    |
| Heartburn                                       | 1986 | In the Army Now                                                          | Francis Rossi, Rick Parfitt, Ricky Patrick                                                |                                                                                    |
| Heavy Daze                                      | 1991 | Rockers Rollin’ – Quo in Time                                            | Rick Parfitt, Pip Williams                                                                | veröffentlicht 11. 2001                                                            |
| Heavy Traffic                                   | 2002 | Heavy Traffic                                                            | Francis Rossi, Bob Young, John Edwards                                                    |                                                                                    |
| Hello, I Love You *                             |      |                                                                          |                                                                                           | als The Spectres, auch Hello, I Need You, Demo                                     |
| High Flyer                                      | 1979 | Whatever You Want                                                        | Alan Lancaster, Robert Young                                                              |                                                                                    |
| Hold Me                                         | 2007 | In Search of the Fourth Chord                                            | Rick Parfitt, Simon Climie, Wayne Morris                                                  |                                                                                    |
| Hold You Back                                   | 1977 | Rockin’ All Over the World                                               | Francis Rossi, Rick Parfitt, Bob Young                                                    | Single A-Seite, auch Hold Ya Back                                                  |
| Hound Dog                                       | 2000 | Famous in the Last Century                                               | Jerry Leiber, Mike Stoller (Willie Mae "Big Mama" Thornton 1953)                          |                                                                                    |
| Hurdy Gurdy Man                                 | 1966 | B Sides and Rarities                                                     | Alan Lancaster, Pat Barlow                                                                | Single A-Seite, als The Spectres                                                   |
| I Ain’t Ready *                                 | 2005 | All That Counts Is Love CD-Single                                        | Francis Rossi, Bob Young                                                                  |                                                                                    |
| I Ain’t Wastin’ My Time                         | 1986 | In the Army Now (2010) CD-Single                                         | Francis Rossi, Bob Young                                                                  |                                                                                    |
| I Can Hear the Grass Grow                       | 1996 | Don’t Stop                                                               | Roy Wood (The Move 1967)                                                                  |                                                                                    |
| I Didn’t Mean It                                | 1994 | Thirsty Work                                                             | John David                                                                                | Single A-Seite                                                                     |
| I Don’t Remember Anymore                        | 2002 | Heavy Traffic                                                            | Andy Bown                                                                                 |                                                                                    |
| I Don’t Wanna Hurt You Anymore                  | 2007 | In Search of the Fourth Chord                                            | Francis Rossi, Bob Young                                                                  |                                                                                    |
| I Don’t Want You                                | 1967 | Picturesque Matchstickable Messages from the Status Quo                  | Brian Potter, Pete Dello                                                                  | Live 1967/6/24, BBC Sessions – Playhouse Theatre, als Traffic Jam                  |
| I Fought the Law                                | 2003 | Riffs                                                                    | Sonny Curtis (The Crickets 1960)                                                          |                                                                                    |
| I Hear You Knocking                             | 1990 | Perfect Remedy                                                           | Dave Bartholomew, Pearl King (Smiley Lewis 1955)                                          | The Anniversary Waltz Part 1 & 2                                                   |
| I Knew the Bride                                | 1999 | Under the Influence                                                      | Nick Lowe (Dave Edmunds 1977)                                                             |                                                                                    |
| I Know You’re Leaving                           | 1988 | Ain’t Complaining                                                        | Eric van Tijn, Jochem Fluitsma                                                            | Single A-Seite                                                                     |
| I Love Rock and Roll                            | 1982 | 1+9+8+2                                                                  | Alan Lancaster                                                                            | Single A-Seite                                                                     |
| I Saw the Light                                 | 1975 | On the Level                                                             | Francis Rossi, Bob Young                                                                  |                                                                                    |
| I Should Have Known                             | 1982 | 1+9+8+2                                                                  | Francis Rossi, Bernie Frost                                                               |                                                                                    |
| I Want It                                       | 1967 | B Sides and Rarities                                                     | Roy Lynes, John Coghlan, Francis Rossi, Alan Lancaster                                    | als The Spectres                                                                   |
| I Want the World to Know                        | 1982 | 1+9+8+2                                                                  | Alan Lancaster, Keith Lamb                                                                |                                                                                    |
| I (Who Have Nothing)                            | 1966 | B Sides and Rarities                                                     | Carlo Donida, Mogol, Leiber/Stoller                                                       | Single A-Seite, als The Spectres                                                   |
| I Wonder Why                                    | 1984 | Back to Back                                                             | Francis Rossi, Bernie Frost                                                               |                                                                                    |
| Ice in the Sun                                  | 1968 | Picturesque Matchstickable Messages from the Status Quo                  | Marty Wilde, Ronnie Scott                                                                 | Single A-Seite, als The Status Quo                                                 |
| I’ll Never Get over You                         | 1996 | Don’t Stop                                                               | Gordon Mills (Johnny Kidd & the Pirates 1963)                                             |                                                                                    |
| I’m Giving Up My Worryin’                       | 1978 | If You Can’t Stand the Heat ...                                          | Francis Rossi, Bernie Frost                                                               |                                                                                    |
| I’m not Ready *                                 |      |                                                                          |                                                                                           |                                                                                    |
| I’m Watching over You                           | 2005 | The Party Ain’t Over Yet CD-Single                                       | Francis Rossi, Bob Young                                                                  |                                                                                    |
| In My Chair                                     | 1970 | B Sides and Rarities                                                     | Francis Rossi, Bob Young                                                                  | Single A-Seite                                                                     |
| In the Army Now                                 | 1986 | In the Army Now                                                          | Rob Bolland, Ferdi Bolland (Bolland 1981)                                                 | Single A-Seite                                                                     |
| In Your Eyes                                    | 1986 | In the Army Now                                                          | Francis Rossi, Bernie Frost                                                               |                                                                                    |
| Invitation                                      | 1986 | In the Army Now                                                          | Francis Rossi, Bob Young                                                                  |                                                                                    |
| Is It Really Me                                 | 1970 | Ma Kelly’s Greasy Spoon                                                  | Alan Lancaster                                                                            | auch So Is It Really Me                                                            |
| Is There a Better Way                           | 1976 | Blue for You                                                             | Francis Rossi, Alan Lancaster                                                             |                                                                                    |
| It Takes Two                                    | 1967 | Live at the BBC                                                          | William 'Mickey' Stephenson, Silvia Moy                                                   | Live 1967 Off Air Recordings, als Traffic Jam                                      |
| It’s All About You                              | 2011 | Quid Pro Quo                                                             | Francis Rossi, Bob Young                                                                  |                                                                                    |
| It’s Christmas Time                             | 2008 | Pictures – 40 Years of Hits                                              | Morris, Richard Parfitt                                                                   | Single A-Seite                                                                     |
| Jam Side Down                                   | 2002 | Heavy Traffic                                                            | Terry Britten, Charlie Dore                                                               | Single A-Seite                                                                     |
| Jealousy                                        | 1982 | 1+9+8+2                                                                  | Francis Rossi, Bernie Frost                                                               | Single A-Seite                                                                     |
| Joanne                                          | 1973 | Hello!                                                                   | Rick Parfitt, Alan Lancaster                                                              |                                                                                    |
| Johnny and Mary                                 | 1996 | Don’t Stop                                                               | Robert Palmer 1980                                                                        |                                                                                    |
| José                                            | 1969 | B Sides and Rarities                                                     | Anthony King                                                                              | auch Josie, veröffentlicht 09.1981                                                 |
| Judy in Disguise (with Glasses)                 | 1968 | Picturesque Matchstickable Messages from the Status Quo                  | Andrew Joseph Bernard, John Fred Gourrier (John Fred & His Playboy Band 1968)             | Live 1968/2/16, Saturday Club BBC Dave Symonds Session                             |
| Jump That Rock (Whatever You Want) *            | 2007 | Jump That Rock (Whatever You Want) CD-Single                             | Rick J. Jordan, Jens Thele, Michael Simon, Andy Bown, Richard Parfitt, H.P. Baxx-ter      | & Scooter                                                                          |
| Junior’s Wailing                                | 1970 | Ma Kelly’s Greasy Spoon                                                  | Kieran White, Martin Pugh (Steamhammer 1969)                                              |                                                                                    |
| Just Take Me                                    | 1974 | Quo                                                                      | Rick Parfitt, Alan Lancaster                                                              | Single A-Seite                                                                     |
| Keep ’Em Coming                                 | 1999 | Under the Influence                                                      | Andy Bown                                                                                 |                                                                                    |
| Keep Knocking and You Can’t Get In *            | 1990 |                                                                          | Perry Bradford (Boodle It Wiggins 1928)                                                   | The Anniversary Waltz                                                              |
| Keep Me Guessing                                | 1986 | In the Army Now                                                          | Francis Rossi, Richard Parfitt, Bob Young                                                 |                                                                                    |
| Kick Me When I’m Down                           | 2005 | The Party Ain’t Over Yet                                                 | John David, Webb Wilder                                                                   |                                                                                    |
| Lakky Lady                                      | 1970 | Ma Kelly’s Greasy Spoon                                                  | Francis Rossi, Rick Parfitt                                                               |                                                                                    |
| Late Last Night                                 | 1986 | Rockers Rollin’ – Quo in Time                                            | Rick Parfitt, Francis Rossi, Bob Young                                                    |                                                                                    |
| Laticia                                         | 1966 | B Sides and Rarities                                                     | Alan Lancaster, Mall                                                                      | als The Spectres                                                                   |
| Laughing Machine                                | 1970 | The Singles Collection 1966-73                                           |                                                                                           |                                                                                    |
| Lazy Poker Blues                                | 1970 | Ma Kelly’s Greasy Spoon                                                  | Peter Green, Clifford Davis (Fleetwood Mac 1968)                                          |                                                                                    |
| Lean Machine                                    | 1988 | Rockers Rollin’ – Quo in Time                                            | Francis Rossi, Rick Parfitt                                                               |                                                                                    |
| Leave a Little Light On                         | 2011 | Quid Pro Quo                                                             | Rick Parfitt, Wayne Morris                                                                |                                                                                    |
| Let Me Fly                                      | 1978 | If You Can’t Stand the Heat ...                                          | Francis Rossi, Bernie Frost                                                               |                                                                                    |
| Let’s Dance                                     | 1990 | Perfect Remedy                                                           | Jim Lee (Chris Montez 1962)                                                               | The Anniversary Waltz Part 1 & 2                                                   |
| Let’s Ride                                      | 1977 | Rockin’ All Over the World                                               | Alan Lancaster                                                                            |                                                                                    |
| Let’s Rock                                      | 2011 | Quid Pro Quo                                                             | Rick Parfitt, Wayne Morris                                                                |                                                                                    |
| Let’s Start Again *                             | 2000 | This & That                                                              | Francis Rossi, Bob Young                                                                  |                                                                                    |
| Let’s Work Together                             | 1991 | Rock ’til You Drop                                                       | Wilbert Harrison 1962                                                                     |                                                                                    |
| Lies                                            | 1980 | Just Supposin’                                                           | Francis Rossi, Bernie Frost                                                               | Single A-Seite                                                                     |
| Like a Good Girl                                | 1978 | If You Can’t Stand the Heat ...                                          | Francis Rossi, Bob Young                                                                  | Single A-Seite                                                                     |
| Like a Zombie                                   | 1991 | Rock ’til You Drop                                                       | Francis Rossi, Bernie Frost                                                               |                                                                                    |
| Like It or Not                                  | 1994 | Thirsty Work                                                             | Francis Rossi, Bernie Frost                                                               |                                                                                    |
| Little Dreamer                                  | 1989 | Perfect Remedy                                                           | Francis Rossi, Bernie Frost                                                               | Single A-Seite                                                                     |
| Little Lady                                     | 1975 | On the Level                                                             | Rick Parfitt                                                                              |                                                                                    |
| Little Me and You                               | 1999 | Under the Influence                                                      | Andy Bown                                                                                 |                                                                                    |
| Little Miss Nothing                             | 1969 | Spare Parts                                                              | Francis Rossi, Rick Parfitt                                                               |                                                                                    |
| Little White Lies                               | 1999 | Under the Influence                                                      | Rick Parfitt                                                                              | Single A-Seite                                                                     |
| Living on an Island                             | 1979 | Whatever You Want                                                        | Rick Parfitt, Robert Young                                                                | Single A-Seite                                                                     |
| Lonely                                          | 1986 | In the Army Now                                                          | Francis Rossi, Rick Parfitt                                                               |                                                                                    |
| Lonely Man                                      | 1974 | Quo                                                                      | Rick Parfitt, Alan Lancaster                                                              |                                                                                    |
| Lonely Night                                    | 1974 | Quo                                                                      | Francis Rossi, Rick Parfitt, Alan Lancaster, John Coghlan, Bob Young                      |                                                                                    |
| Long Ago                                        | 1981 | Never Too Late                                                           | Francis Rossi, Bernie Frost                                                               |                                                                                    |
| Long-Legged Girls                               | 1986 | In the Army Now                                                          | Rick Parfitt, Pip Williams                                                                |                                                                                    |
| Long Legged Linda                               | 1978 | If You Can’t Stand the Heat ...                                          | Andy Bown                                                                                 |                                                                                    |
| Long Tall Sally                                 | 1990 | Perfect Remedy                                                           | Enotris Johnson, Robert Blackwell, Richard Penniman (Little Richard and his Band 1956)    | The Anniversary Waltz Part 1 & 2                                                   |
| Looking Out for Caroline                        | 2013 | Bula Quo!                                                                | Francis Rossi, Bob Young                                                                  |                                                                                    |
| Love in Vain *                                  | 1966 | Riots of the Amphetamine Generation                                      | Francis Rossi, Alan Lancaster                                                             | als The Spectres, veröffentlicht 8.2003                                            |
| Lover of the Human Race                         | 1994 | Thirsty Work                                                             | Francis Rossi, Andy Bown                                                                  |                                                                                    |
| Lover Please                                    | 1990 | Perfect Remedy                                                           | William 'Billy' Swan (The Rhythm Stoppers 1960)                                           | The Anniversary Waltz Part 1 & 2                                                   |
| Lucille                                         | 1996 | Don’t Stop                                                               | Albert Collins, Little Richard (Little Richard and his Band 1957)                         |                                                                                    |
| Lucinda *                                       | 2004 | You’ll Come Round Single                                                 | John 'Rhino' Edwards, Rick Parfitt                                                        |                                                                                    |
| Mad About the Boy                               | 1976 | Blue for You                                                             | Francis Rossi, Bob Young                                                                  | Single A-Seite                                                                     |
| Magic                                           | 1988 | Ain’t Complaining                                                        | Francis Rossi, Bernie Frost                                                               |                                                                                    |
| Make Me Stay a Bit Longer                       | 1968 | Picturesque Matchstickable Messages from the Status Quo                  | Francis Rossi, Rick Parfitt                                                               | Live 1968/2/17, BBC Sessions, auch Make Me Stay a Little Bit Longer                |
| Making Waves                                    | 1999 | Under the Influence                                                      | Francis Rossi, Bernie Frost                                                               |                                                                                    |
| Man Overboard                                   | 1989 | Perfect Remedy                                                           | Rick Parfitt, Pip Williams                                                                |                                                                                    |
| Marguerita Time                                 | 1983 | Back to Back                                                             | Francis Rossi, Bernie Frost                                                               | Single A-Seite                                                                     |
| Mean Girl                                       | 1971 | Dog of Two Head                                                          | Francis Rossi, Bob Young                                                                  | Single A-Seite                                                                     |
| Memphis, Tennessee                              | 2000 | Famous in the Last Century                                               | Chuck Berry 1959                                                                          |                                                                                    |
| Money Don’t Matter *                            | 2002 | Heavy Traffic                                                            | Francis Rossi, Bob Young                                                                  | Bonus Australien                                                                   |
| Mony Mony                                       | 2000 | Famous in the Last Century                                               | Bobby Bloom, Bo Gentry, Tommy James, Ritchie Cordell (Tommy James and the Shondells 1968) | Single A-Seite                                                                     |
| Mortified                                       | 1996 | Don’t Stop                                                               | Andy Bown, Francis Rossi, Rick Parfitt, John Edwards, Jeff Rich                           |                                                                                    |
| Most of the Time                                | 1975 | On the Level                                                             | Francis Rossi, Bob Young                                                                  |                                                                                    |
| Mountain Lady                                   | 1981 | Never Too Late                                                           | Alan Lancaster                                                                            |                                                                                    |
| Movin’ On                                       | 2011 | Quid Pro Quo                                                             | Francis Rossi, Bob Young                                                                  | Single A-Seite                                                                     |
| Mr. Mind Detector                               | 1969 | Spare Parts                                                              | Anthony King                                                                              |                                                                                    |
| My Little Heartbreaker                          | 2007 | In Search of the Fourth Chord                                            | Francis Rossi, Bob Young                                                                  |                                                                                    |
| My Old Ways                                     | 2011 | Quid Pro Quo                                                             | Francis Rossi, Bob Young                                                                  |                                                                                    |
| Mysteries from the Ball                         | 1991 | Rockers Rollin’ – Quo in Time                                            | Francis Rossi, Rick Parfitt                                                               |                                                                                    |
| Mystery Island                                  | 2013 | Bula Quo!                                                                | Rick Parfitt, Wayne Morris                                                                |                                                                                    |
| Mystery Song                                    | 1976 | Blue for You                                                             | Rick Parfitt, Bob Young                                                                   | Single A-Seite                                                                     |
| Name of the Game                                | 1980 | Just Supposin’                                                           | Francis Rossi, Alan Lancaster, Andy Bown                                                  |                                                                                    |
| Nanana                                          | 1971 | Dog of Two Head                                                          | Francis Rossi, Bob Young                                                                  | 0:52, 1:12 und 2:25 Version                                                        |
| Need Your Love                                  | 1970 | Ma Kelly’s Greasy Spoon                                                  | Francis Rossi, Bob Young                                                                  | Single A-Seite                                                                     |
| Neighbour, Neighbour                            | 1966 | B Sides and Rarities                                                     | Alton Joseph Valier                                                                       | als The Spectres                                                                   |
| Nevashooda                                      | 2005 | The Party Ain’t Over Yet                                                 | Andy Bown, Matt Letley                                                                    |                                                                                    |
| Never Leave a Friend Behind                     | 2013 | Bula Quo!                                                                | Andy Bown, Stuart St. Paul, Francis Rossi                                                 |                                                                                    |
| Never Too Late                                  | 1981 | Never Too Late                                                           | Francis Rossi, Bernie Frost                                                               | Single A-Seite                                                                     |
| Nightride                                       | 1974 | On the Level                                                             | Rick Parfitt, Bob Young                                                                   |                                                                                    |
| No Contract                                     | 1983 | Back to Back                                                             | Rick Parfitt, Andy Bown                                                                   |                                                                                    |
| No Particular Place to Go                       | 1990 | Perfect Remedy                                                           | Chuck Berry 1957                                                                          | The Anniversary Waltz Part 1 & 2                                                   |
| No Problems                                     | 1991 | Rock ’til You Drop                                                       | Francis Rossi, Rick Parfitt                                                               |                                                                                    |
| Not at All                                      | 1989 | Perfect Remedy                                                           | Francis Rossi, Bernie Frost                                                               | Single A-Seite                                                                     |
| Not Fade Away                                   | 1999 | Under the Influence                                                      | Norman Petty, Buddy Holly (The Crickets 1957)                                             | & Mike Batt & The Royal Philharmonic Orchestra                                     |
| Nothing at All                                  | 1969 | Spare Parts                                                              | Alan Lancaster, Roy Lynes, Bob Young                                                      |                                                                                    |
| Nothing Comes Easy                              | 1991 | Rock ’til You Drop                                                       | Francis Rossi, Rick Parfitt, Andy Bown, John Edwards, Jeff Rich                           |                                                                                    |
| Nothing Yet                                     | 1967 | B Sides and Rarities                                                     | Mike Esposito, Ron Gilbert, Ralph Scala (The Blues Magoos)                                | Single A-Seite, Live 1966/11/18, als The Spectres, auch We Ain’t Got – Nothing Yet |
| O Baby                                          | 1972 | Piledriver                                                               | Francis Rossi, Rick Parfitt                                                               | auch Oh Baby                                                                       |
| Obstruction Day                                 | 1999 | Twenty Wild Horses CD-Single                                             | Rick Parfitt, John 'Rhino' Edwards                                                        |                                                                                    |
| Oh! What a Night                                | 1978 | If You Can’t Stand the Heat ...                                          | Rick Parfitt, Andy Bown                                                                   |                                                                                    |
| Ol’ Rag Blues                                   | 1983 | Back to Back                                                             | Alan Lancaster, Keith Lamb                                                                | Single A-Seite                                                                     |
| Old Time Rock and Roll                          | 2000 | Famous in the Last Century                                               | George Jackson, Thomas E. Jones III. (Ann Peebles 1978)                                   | Single A-Seite                                                                     |
| On the Road Again                               | 1967 | Riffs                                                                    | Floyd Jones, Alan Wilson (Canned Heat 1968)                                               |                                                                                    |
| Once Bitten, Twice Shy                          | 2000 | Famous in the Last Century                                               | Ian Hunter 1975                                                                           |                                                                                    |
| One by One                                      | 2007 | In Search of the Fourth Chord                                            | Rick Parfitt, Bob Young                                                                   |                                                                                    |
| One for the Money                               | 1988 | Ain’t Complaining                                                        | Rick Parfitt, Pip Williams                                                                |                                                                                    |
| One Man Band                                    | 1991 | Rock ’til You Drop                                                       | Rick Parfitt, Pip Williams                                                                |                                                                                    |
| Over and Done                                   | 1975 | On the Level                                                             | Alan Lancaster                                                                            |                                                                                    |
| Over the Edge                                   | 1980 | Just Supposin’                                                           | Alan Lancaster, Keith Lamb                                                                |                                                                                    |
| Overdose                                        | 1986 | In the Army Now                                                          | Rick Parfitt, Pip Williams                                                                |                                                                                    |
| Paper Plane                                     | 1972 | Piledriver                                                               | Francis Rossi, Bob Young                                                                  | Single A-Seite                                                                     |
| Paradise Flat                                   | 1968 | Picturesque Matchstickable Messages from the Status Quo                  | Marty Wilde, Ronnie Scott                                                                 | als The Status Quo, auch Paradise Flats                                            |
| Pennsylvania Blues Tonight                      | 2007 | In Search of the Fourth Chord                                            | Francis Rossi, Bob Young                                                                  |                                                                                    |
| Perfect Remedy                                  | 1989 | Perfect Remedy                                                           | Francis Rossi, Bernie Frost                                                               |                                                                                    |
| Pictures of Matchstick Men                      | 1968 | Picturesque Matchstickable Messages from the Status Quo                  | Francis Rossi                                                                             | Single A-Seite, als The Status Quo                                                 |
| Point of No Return                              | 1994 | Thirsty Work                                                             | Andy Bown, John Edwards                                                                   |                                                                                    |
| Poor Old Man                                    | 1969 | Spare Parts                                                              | Francis Rossi, Rick Parfitt                                                               |                                                                                    |
| Proud Mary                                      | 1996 | Don’t Stop                                                               | John Fogerty (Creedence Clearwater Revival 1969)                                          |                                                                                    |
| Pump It Up                                      | 2003 | Riffs                                                                    | Elvis Costello 1978                                                                       |                                                                                    |
| Queenie                                         | 1994 | Thirsty Work                                                             | Francis Rossi, Bernie Frost                                                               |                                                                                    |
| Railroad                                        | 1971 | Dog of Two Head                                                          | Francis Rossi, Bob Young                                                                  | Single A-Seite                                                                     |
| Rain                                            | 1976 | Blue for You                                                             | Rick Parfitt                                                                              | Single A-Seite                                                                     |
| Raining in My Heart                             | 1996 | Don’t Stop                                                               | Felice Bryant, Boudleaux Bryant (Buddy Holly 1959)                                        | & Brian May                                                                        |
| Rave On!                                        | 2000 | Famous in the Last Century                                               | Norman Petty, William "Billy" Tilghman (Sunny West 1958)                                  |                                                                                    |
| Reality Cheque                                  | 2011 | Quid Pro Quo                                                             | Rick Parfitt, John Edwards                                                                |                                                                                    |
| Rearrange                                       | 1979 | Rockers Rollin’ – Quo in Time                                            | Francis Rossi, Bernie Frost                                                               | veröffentlicht 11.2001                                                             |
| Red River Rock                                  | 1990 | Perfect Remedy                                                           | Tom King, Ira Mack, Fred Mendelsohn                                                       | The Anniversary Waltz Part 1 & 2                                                   |
| Red River Valley *                              | 1990 |                                                                          |                                                                                           | The Anniversary Waltz                                                              |
| Red Sky                                         | 1986 | In the Army Now                                                          | John David                                                                                | Single A-Seite                                                                     |
| Restless                                        | 1994 | Thirsty Work                                                             | Jennifer Warnes 1979                                                                      | auch I’m Restless                                                                  |
| Resurrection                                    | 1982 | 1+9+8+2                                                                  | Andy Bown, Rick Parfitt                                                                   |                                                                                    |
| Rhythm of Life                                  | 2002 | Heavy Traffic                                                            | Francis Rossi, Bob Young                                                                  |                                                                                    |
| Ring of a Change                                | 1976 | Blue for You                                                             | Francis Rossi, Bob Young                                                                  |                                                                                    |
| Riverside                                       | 1981 | Never Too Late                                                           | Francis Rossi, Bernie Frost                                                               |                                                                                    |
| Roadhouse Blues                                 | 1972 | Piledriver                                                               | Jim Morrison, John Densmore, Robby Krieger, Ray Manzarek (The Doors 1970)                 |                                                                                    |
| Rock’n Me                                       | 2000 | Famous in the Last Century                                               | Steve Miller Band 1976                                                                    |                                                                                    |
| Rock ’n’ Roll                                   | 1980 | Just Supposin’                                                           | Francis Rossi, Bernie Frost                                                               | Single A-Seite                                                                     |
| Rock ’n’ Roll Floorboards *                     | 1985 | Naughty Girl Single                                                      | Rick Parfitt, Pip Williams                                                                |                                                                                    |
| Rock ’n’ Roll Music                             | 1990 | Perfect Remedy                                                           | Chuck Berry 1957                                                                          | The Anniversary Waltz Part 1 & 2                                                   |
| Rock ’n’ Roll ’n’ You                           | 2011 | Quid Pro Quo                                                             | Francis Rossi, Andy Bown                                                                  | Single A-Seite                                                                     |
| Rock ’til You Drop                              | 1991 | Rock ’til You Drop                                                       | Andy Bown                                                                                 | Single A-Seite                                                                     |
| Rockers Rollin’                                 | 1977 | Rockin’ All Over the World                                               | Rick Parfitt, Jackie Lynton                                                               | Single A-Seite                                                                     |
| Rockin’ All over the World                      | 1977 | Rockin’ All Over the World                                               | John Fogerty 1975                                                                         | Single A-Seite, auch Rocking All over the World                                    |
| Rockin’ On                                      | 1979 | Whatever You Want                                                        | Francis Rossi, Bernie Frost                                                               |                                                                                    |
| Roll Over Beethoven                             | 2000 | Famous in the Last Century                                               | Chuck Berry and His Combo 1956                                                            |                                                                                    |
| Roll Over Lay Down                              | 1973 | Hello!                                                                   | Francis Rossi, Rick Parfitt, Alan Lancaster, John Coghlan, Bob Young                      | Single A-Seite                                                                     |
| Roll the Dice                                   | 1999 | Under the Influence                                                      | Francis Rossi, Bernie Frost                                                               |                                                                                    |
| Rollin’ Home                                    | 1986 | In the Army Now                                                          | John David                                                                                | Single A-Seite                                                                     |
| Rolling Home                                    | 1976 | Blue for You                                                             | Francis Rossi, Alan Lancaster                                                             |                                                                                    |
| Rotten to the Bone                              | 1989 | Perfect Remedy                                                           | Francis Rossi, Andy Bown                                                                  |                                                                                    |
| Round and Round                                 | 1999 | Under the Influence                                                      | Andy Bown, John Edwards                                                                   |                                                                                    |
| Rude Awakening Time                             | 1994 | Thirsty Work                                                             | Francis Rossi, Bernie Frost                                                               |                                                                                    |
| Run and Hide (The Gun Song)                     | 2013 | Bula Quo!                                                                | John Edwards, Stuart St. Paul, Francis Rossi                                              |                                                                                    |
| Run to Mummy                                    | 1980 | Just Supposin’                                                           | Francis Rossi, Andy Bown                                                                  |                                                                                    |
| Runaround Sue                                   | 2000 | Famous in the Last Century                                               | Dion DiMucci, Ernie Maresca (Dion 1961)                                                   |                                                                                    |
| Runaway                                         | 1979 | Whatever You Want                                                        | Francis Rossi, Bernie Frost                                                               | Single A-Seite                                                                     |
| Running All Over the World                      | 1988 | Ain’t Complaining                                                        | John Fogerty 1975                                                                         | Single A-Seite                                                                     |
| Running Inside My Head                          | 2013 | Bula Quo!                                                                | Matt Letley, Francis Rossi                                                                |                                                                                    |
| Saddling Up                                     | 2007 | In Search of the Fourth Chord                                            | Francis Rossi, Andy Bown                                                                  |                                                                                    |
| Safety Dance                                    | 1996 | Don’t Stop                                                               | Ivan Doroschuk (Men Without Hats 1982)                                                    | auch The ‘Safety Dance’                                                            |
| Sail Away                                       | 1994 | Thirsty Work                                                             | Francis Rossi, Bernie Frost                                                               |                                                                                    |
| Save Me                                         | 1986 | In the Army Now                                                          | Francis Rossi, Rick Parfitt                                                               |                                                                                    |
| Say That You Need Me *                          | 1966 | Riots of the Amphetamine Generation                                      | Roy Lynes                                                                                 | als The Spectres, veröffentlicht 8.2003                                            |
| Sea Cruise                                      | 1999 | Under the Influence                                                      | Huey Smith (Frankie Ford 1959)                                                            |                                                                                    |
| Shady Lady                                      | 1979 | Whatever You Want                                                        | Francis Rossi, Robert Young                                                               |                                                                                    |
| She Don’t Fool Me                               | 1982 | 1+9+8+2                                                                  | Rick Parfitt, Andy Bown                                                                   | Single A-Seite                                                                     |
| She Knew Too Much                               | 1994 | Thirsty Work                                                             | Francis Rossi, Andy Bown                                                                  |                                                                                    |
| Sheila                                          | 1968 | Picturesque Matchstickable Messages from the Status Quo                  | Tommy Roe and the Satins with the Flamingos 1960                                          | als The Status Quo                                                                 |
| Sherri, Don’t Fail Me Now!                      | 1994 | Thirsty Work                                                             | Andy Bown, John Edwards                                                                   | Single A-Seite                                                                     |
| Shine On                                        | 1999 | Under the Influence                                                      | Rick Parfitt, John Edwards                                                                |                                                                                    |
| Shy Fly                                         | 1970 | Ma Kelly’s Greasy Spoon                                                  | Francis Rossi, Bob Young                                                                  |                                                                                    |
| Singing the Blues                               | 1990 | Perfect Remedy                                                           | Melvin Endsley (Marty Robbins 1956)                                                       | The Anniversary Waltz Part 1 & 2                                                   |
| Slow Train                                      | 1974 | Quo                                                                      | Francis Rossi, Bob Young                                                                  |                                                                                    |
| So Ends Another Life                            | 1969 | Spare Parts                                                              | Alan Lancaster                                                                            |                                                                                    |
| Soft in the Head                                | 1994 | Thirsty Work                                                             | Francis Rossi, Bernie Frost                                                               |                                                                                    |
| Softer Ride                                     | 1972 | Hello!                                                                   | Rick Parfitt, Alan Lancaster                                                              |                                                                                    |
| Solid Gold                                      | 2002 | Heavy Traffic                                                            | Francis Rossi, Bob Young                                                                  |                                                                                    |
| Someone Show Me Home                            | 1978 | If You Can’t Stand the Heat ...                                          | Francis Rossi, Bernie Frost                                                               | auch Someone Show Me                                                               |
| Someone’s Learning                              | 1971 | Dog of Two Head                                                          | Alan Lancaster                                                                            |                                                                                    |
| Something ’Bout You Baby I Like                 | 1981 | Never Too Late                                                           | Richard Supa (Tom Jones 1974)                                                             | Single A-Seite, auch Something About You Baby I Like                               |
| Something’s Going On in My Head                 | 1971 | Dog of Two Head                                                          | Alan Lancaster                                                                            | auch There’s Something Going On in My Head                                         |
| Sorrow                                          | 1996 | Don’t Stop                                                               | Bob Feldman, Jerry Goldstein, Richard Gottehrer (The McCoys 1965)                         |                                                                                    |
| Sorry                                           | 1994 | Thirsty Work                                                             | Francis Rossi, Bernie Frost (Demis Roussos 1980)                                          |                                                                                    |
| Speechless                                      | 1986 | In the Army Now                                                          | Ian Hunter 1983                                                                           |                                                                                    |
| Spicks and Specks                               | 1967 | The Singles Collection 1966–1973                                         | Barry Gibb (Bee Gees 1966)                                                                | als The Spectres, Original Version, veröffentlicht 09.1998                         |
| Spinning Wheel Blues                            | 1970 | Ma Kelly’s Greasy Spoon                                                  | Francis Rossi, Bob Young                                                                  | Single A-Seite, auch Spinning Wheel                                                |
| Stay the Night                                  | 1983 | Back to Back                                                             | Francis Rossi, Bernie Frost, Andrew Miller                                                |                                                                                    |
| Stones                                          | 1978 | If You Can’t Stand the Heat ...                                          | Alan Lancaster                                                                            |                                                                                    |
| Sunny Cellophane Skies                          | 1968 | Picturesque Matchstickable Messages from the Status Quo                  | Alan Lancaster                                                                            | als The Status Quo                                                                 |
| Survival                                        | 1994 | Thirsty Work                                                             | Francis Rossi, Andy Bown                                                                  |                                                                                    |
| Sweet Home Chicago                              | 2000 | Famous in the Last Century                                               | Robert Johnson, Woody Payne                                                               |                                                                                    |
| Sweet Soul Music *                              | 1990 |                                                                          | Arthur Conley, Sam Cooke, Otis Redding                                                    | Live 1990, The Anniversary Waltz                                                   |
| Take Me Away                                    | 1981 | Never Too Late                                                           | Rick Parfitt, Andy Bown                                                                   |                                                                                    |
| Takin’ Care of Business                         | 2003 | Riffs                                                                    | Randy Bachman (Bachman-Turner Overdrive 1973)                                             | auch TCB                                                                           |
| Tango                                           | 1994 | Thirsty Work                                                             | Francis Rossi, Bernie Frost                                                               |                                                                                    |
| Technicolour Dreams                             | 1968 | Picturesque Matchstickable Messages from the Status Quo                  | Anthony King                                                                              | Single A-Seite, als The Status Quo                                                 |
| Temporary Friend                                | 1996 | Don’t Stop                                                               | Andy Bown, Francis Rossi, Rick Parfitt, John Edwards, Jeff Rich                           |                                                                                    |
| That’ll Be The Day                              | 1990 | Perfect Remedy                                                           | Jerry Allison, Charles Hardin Holley, Norman Petty (The Crickets 1957)                    | The Anniversary Waltz Part 1 & 2                                                   |
| That’s a Fact                                   | 1976 | Blue for You                                                             | Francis Rossi, Bob Young                                                                  |                                                                                    |
| That’s Alright                                  | 1988 | Ain’t Complaining                                                        | Francis Rossi, Bernie Frost, Rick Parfitt (Rossi Frost 1985)                              | auch That’s All Right                                                              |
| The Bubble                                      | 2005 | The Party Ain’t Over Yet                                                 | Andy Bown, John Edwards                                                                   |                                                                                    |
| The Clown                                       | 1969 | Spare Parts                                                              | Alan Lancaster, Bob Young, Paul Nixon                                                     |                                                                                    |
| The Future’s So Bright, I Gotta Wear Shades     | 1996 | Don’t Stop                                                               | Pat MacDonald (Timbuk3 1986)                                                              |                                                                                    |
| The Greatest Fighter                            | 1988 | Rockers Rollin’ – Quo in Time                                            | Francis Rossi, Bernie Frost                                                               | veröffentlicht 11.2001, auch The Fighter                                           |
| The Loving Game                                 | 1988 | Ain’t Complaining                                                        | Rick Parfitt, John Edwards, Jeff Rich                                                     |                                                                                    |
| The Madness                                     | 2002 | Jam Side Down CD-Single                                                  | Rick Parfitt, John 'Rhino' Edwards                                                        |                                                                                    |
| The Oriental                                    | 2002 | Heavy Traffic                                                            | Francis Rossi, John Edwards                                                               |                                                                                    |
| The Party Ain’t Over Yet                        | 2005 | The Party Ain’t Over Yet                                                 | John David                                                                                | Single A-Seite                                                                     |
| The Power of Rock                               | 1989 | Perfect Remedy                                                           | Rick Parfitt, Pip Williams, Francis Rossi                                                 | auch Fighting For Love                                                             |
| The Price of Love                               | 1969 | B-Sides and Rarities                                                     | Don Everly, Phil Everly (The Everly Brothers 1965)                                        | Single A-Seite, auch Price of Love                                                 |
| The Reason for Goodbye                          | 1988 | Ain’t Complaining                                                        | Pip Williams, Johnny Goodison, Rick Parfitt, Francis Rossi                                |                                                                                    |
| The Wanderer                                    | 1984 | Rocking All Over the Years                                               | Ernie Maresca (Dion 1961)                                                                 | Single A-Seite                                                                     |
| The Way I Am                                    | 1989 | Perfect Remedy                                                           | John Edwards, Jeff Rich, Mike Paxman                                                      |                                                                                    |
| The Way It Goes                                 | 1999 | Under the Influence                                                      | Francis Rossi, Bernie Frost                                                               | Single A-Seite, auch Velvet Wings                                                  |
| The Wild Ones                                   | 1980 | Just Supposin’                                                           | Alan Lancaster                                                                            |                                                                                    |
| The Winner                                      | 2011 | Quid Pro Quo                                                             | Francis Rossi, Bob Young                                                                  | Single A-Seite                                                                     |
| Things Get Better                               | 1968 | Picturesque Matchstickable Messages from the Status Quo                  | Al Jackson, Jr., Steve Cropper (Eddie Floyd 1966)                                         | Live 1968/2/17, BBC Sessions – Saturday Club                                       |
| Thinking of You                                 | 2004 | Xs All Areas                                                             | Francis Rossi, Bob Young                                                                  | Single A-Seite                                                                     |
| This Is Me                                      | 2005 | The Party Ain’t Over Yet                                                 | Rick Parfitt, John Edwards                                                                |                                                                                    |
| Throw Her a Line                                | 1989 | Perfect Remedy                                                           | Francis Rossi, Bernie Frost                                                               |                                                                                    |
| Tilting at the Mill                             | 1995 | Don’t Stop                                                               | Andy Bown, Francis Rossi, Rick Parfitt, John Edwards, Jeff Rich                           |                                                                                    |
| Time to Fly                                     | 1969 | B Sides and Rarities                                                     | Randy California, John Locke                                                              | auch So Little Time To Fly, veröffentlicht 09.1981                                 |
| To Be Free                                      | 1968 | B-Sides and Rarities                                                     | Roy Lynes                                                                                 | als The Status Quo                                                                 |
| Tobacco Road                                    | 2003 | Riffs                                                                    | John D. Loudermilk 1960                                                                   |                                                                                    |
| Tommy’s in Love                                 | 1989 | Perfect Remedy                                                           | Francis Rossi, Bernie Frost                                                               | auch Tommy                                                                         |
| Tongue Tied                                     | 2007 | In Search of the Fourth Chord                                            | Francis Rossi, Bob Young                                                                  |                                                                                    |
| Too Close to the Ground                         | 1983 | Back to Back                                                             | Rick Parfitt, Andy Bown                                                                   |                                                                                    |
| Too Far Gone                                    | 1977 | Rockin’ All Over the World                                               | Alan Lancaster                                                                            |                                                                                    |
| Tossin’ and Turnin’                             | 1994 | Thirsty Work                                                             | Francis Rossi, Bernie Frost                                                               |                                                                                    |
| Tune to the Music                               | 1971 | B Sides and Rarities                                                     | Francis Rossi, Bob Young                                                                  | Single A-Seite                                                                     |
| Twenty Wild Horses                              | 1999 | Under the Influence                                                      | Francis Rossi, Bernie Frost                                                               | Single A-Seite                                                                     |
| Two Way Traffic                                 | 2011 | Quid Pro Quo                                                             | Francis Rossi, John Edwards                                                               | Single A-Seite                                                                     |
| Umleitung                                       | 1971 | Dog of Two Head                                                          | Alan Lancaster, Roy Lynes                                                                 |                                                                                    |
| Under the Influence                             | 1999 | Under the Influence                                                      | Francis Rossi, Bernie Frost                                                               |                                                                                    |
| Unspoken Words                                  | 1972 | Piledriver                                                               | Francis Rossi, Bob Young                                                                  |                                                                                    |
| Velvet Curtains                                 | 1969 | Spare Parts                                                              | Anthony King                                                                              |                                                                                    |
| Velvet Train                                    | 2005 | The Party Ain’t Over Yet                                                 | John Edwards, Andy Bown                                                                   |                                                                                    |
| Wait Just a Minute                              | 1967 | B Sides and Rarities                                                     | Roy Lynes                                                                                 | als Traffic Jam, auch Wait a Minute                                                |
| Waiting for the Day                             | 1980 | Demos                                                                    | Francis Rossi, Bernie Frost                                                               | Demo                                                                               |
| Walking with My Angel                           | 1967 | The Singles Collection 1966–73                                           | Gerry Goffin, Carole King                                                                 | als The Spectres, veröffentlicht 09.1998                                           |
| Warning Shot                                    | 1991 | Rock ’til You Drop                                                       | Andy Bown, John Edwards                                                                   |                                                                                    |
| Way Down                                        | 2000 | Famous in the Last Century                                               | Layng Martine, Jr. (Elvis Presley 1977)                                                   |                                                                                    |
| (We Ain't Got) Nothin' Yet                      | 1967 | Best Of                                                                  | Mike Esposito, Ron Gilbert, Ralph Scala, Emil Theilhelm                                   | als The Spectres, veröffentlicht 1997                                              |
| We’re Gonna Do It Again (Again and Again) *     | 1995 | Pictures – 40 Years of Hits                                              | Rick Parfitt, Andrew Bown, Jackie Lynton, John 'Rhino' Edwards                            | & the Manchester United Football Squad, 4 CD-Earbook Version                       |
| What to Do                                      | 1975 | On the Level                                                             | Francis Rossi, Bob Young                                                                  |                                                                                    |
| What You’re Proposing                           | 1980 | Just Supposin’                                                           | Francis Rossi, Bernie Frost                                                               | Single A-Seite                                                                     |
| Whatever You Want                               | 1979 | Whatever You Want                                                        | Rick Parfitt, Andy Bown                                                                   | Single A-Seite                                                                     |
| When He Passed You By                           | 1967 | The Singles Collection 1966–73                                           | Alan Lancaster                                                                            | als The Spectres, auch When He Passed By, veröffentlicht 09.1998                   |
| When I Awake                                    | 1969 | Spare Parts                                                              | Alan Lancaster, Bob Young                                                                 |                                                                                    |
| When I’m Dead and Gone                          | 2000 | Famous in the Last Century                                               | Benny Gallagher, Graham Lyle (McGuinness Flint 1970)                                      |                                                                                    |
| When My Mind Is not Live                        | 1968 | Picturesque Matchstickable Messages from the Status Quo                  | Francis Rossi, Rick Parfitt                                                               | als The Status Quo, auch When My Mind Is not Alive, When the Mind Is not Live      |
| When Will I Be Loved                            | 1990 | Perfect Remedy                                                           | Phil Everly (The Everly Brothers 1960)                                                    | The Anniversary Waltz Part 1 & 2                                                   |
| When You Walk in the Room                       | 1995 | Don’t Stop                                                               | Jackie DeShannon 1963                                                                     | Single A-Seite                                                                     |
| Where I Am                                      | 1975 | On the Level                                                             | Rick Parfitt                                                                              |                                                                                    |
| Who Am I?                                       | 1977 | Rockin’ All Over the World                                               | Pip Williams, Peter Hutchins                                                              |                                                                                    |
| Who Gets the Love?                              | 1988 | Ain’t Complaining                                                        | Pip Williams, John Goodison                                                               | Single A-Seite                                                                     |
| Wild One                                        | 2003 | Riffs                                                                    | David Owens, Johnny Greenan (Johnny O’Keefe with the Deejays 1958)                        | auch Real Wild Child                                                               |
| Wild Side of Life                               | 1976 | Rocking All Over the Years                                               | Artie Carter, William Warren (Jimmy Heap And The Melody Masters)                          | Single A-Seite, auch Honky Tonk Angels                                             |
| Win or Lose                                     | 1983 | Back to Back                                                             | Francis Rossi, Bernie Frost (Lew Lewis Reformer 1979)                                     |                                                                                    |
| You Are My Girl                                 | 1966 |                                                                          | Alan Lancaster                                                                            | als The Spectres, Demo                                                             |
| You Don’t Own Me                                | 1977 | Rockin’ All Over the World                                               | Alan Lancaster, Michael Green (The Pirates 1977)                                          |                                                                                    |
| You Keep A Knockin’                             | 1990 | Perfect Remedy                                                           | Richard Penniman                                                                          | The Anniversary Waltz Part 1 & 2                                                   |
| You Let Me Down *                               | 2002 | All Stand Up (Never Say Never) CD-Single                                 | Francis Rossi, Bob Young                                                                  |                                                                                    |
| You Lost the Love                               | 1976 | Blue for You                                                             | Francis Rossi, Bob Young                                                                  | auch Peace of Mind                                                                 |
| You Never Can Tell                              | 1996 | Don’t Stop                                                               | Chuck Berry 1964                                                                          | auch It Was a Teenage Wedding                                                      |
| You Never Stop                                  | 2005 | The Party Ain’t Over Yet                                                 | Francis Rossi, Rick Parfitt, Andy Bown, John Edwards, Matt Letley                         |                                                                                    |
| You’ll Come ’Round                              | 2004 | Xs All Areas                                                             | Francis Rossi, Bob Young                                                                  | Single A-Seite                                                                     |
| You’re Just What I Was Looking For Today        | 1969 | Spare Parts                                                              | Gerry Goffin, Carole King (Them 1967)                                                     | auch Hey Little Woman                                                              |
| You’re the One for Me                           | 2007 | In Search of the Fourth Chord                                            | Matt Letley                                                                               |                                                                                    |
| Young Pretender                                 | 1982 | 1+9+8+2                                                                  | Francis Rossi, Bernie Frost                                                               | Single A-Seite                                                                     |
| Your Kind of Love                               | 1983 | Back to Back                                                             | Alan Lancaster                                                                            |                                                                                    |
| Your Smiling Face                               | 1979 | Whatever You Want                                                        | Rick Parfitt, Andy Bown                                                                   |                                                                                    |